# オーランド (カリフォルニア州)
オーランド（Orland）は、アメリカ合衆国カリフォルニア州のグレン郡にある都市。人口は7,644人（2018年推計）で郡内最大である。 オーランドは、郡庁所在地ウィローズの北26キロメートルに位置し 、標高は79メートルである 。州間高速道路5号線が街の西を通る。 
「ビー・シティー」のメンバーであるオーランドは、郡の農産物として、この地域での女王蜂の生産が活発なため、北米の女王蜂の中心地となっている。 国立ミツバチ探索センターがオーランドに建設される予定である。 毎年恒例のイベントには、6月の嬢王蜂祭と10月のオクトビーフェスト（OktoBEEfest）がある。

## 地理
アメリカ合衆国統計局によると、都市の総面積は3.0平方マイル (7.8 km2)で、すべて陸地である。 
オーランドは、 サクラメントバレー北部に位置する地方の農業の町である。 州間高速道路5号線が町を交差している。 
サクラメント川が、オーランドの10マイル (16 km) 東とブラックビュート湖の8マイル (13 km)  西を流れている。 ブラックビュート湖ダムが、オーランドアーチの約0.5マイル北を流れるストーニークリークへに流している。 

### 気候
ケッペンの気候区分によると、オーランドは地中海性気候である。気候地図では「Csa」と略記される。 
| オーランドの気候       | オーランドの気候 | オーランドの気候 | オーランドの気候 | オーランドの気候 | オーランドの気候 | オーランドの気候 | オーランドの気候 | オーランドの気候 | オーランドの気候 | オーランドの気候 | オーランドの気候 | オーランドの気候 | オーランドの気候 |
| 月                     | 1月              | 2月              | 3月              | 4月              | 5月              | 6月              | 7月              | 8月              | 9月              | 10月             | 11月             | 12月             | 年               |
| ---------------------- | ---------------- | ---------------- | ---------------- | ---------------- | ---------------- | ---------------- | ---------------- | ---------------- | ---------------- | ---------------- | ---------------- | ---------------- | ---------------- |
| 最高気温記録 °F （°C） | 78 (26)          | 82 (28)          | 89 (32)          | 98 (37)          | 110 (43)         | 115 (46)         | 120 (49)         | 120 (49)         | 114 (46)         | 105 (41)         | 95 (35)          | 81 (27)          | 120 (49)         |
| 平均最高気温 °F （°C） | 54.2 (12.3)      | 59.9 (15.5)      | 65.4 (18.6)      | 72.9 (22.7)      | 81.7 (27.6)      | 90.2 (32.3)      | 96.7 (35.9)      | 95.1 (35.1)      | 89.5 (31.9)      | 78.7 (25.9)      | 64.7 (18.2)      | 54.8 (12.7)      | 75.32 (24.06)    |
| 平均最低気温 °F （°C） | 36.7 (2.6)       | 39.7 (4.3)       | 42.5 (5.8)       | 46.3 (7.9)       | 52.8 (11.6)      | 59.3 (15.2)      | 62.5 (16.9)      | 60.2 (15.7)      | 56.8 (13.8)      | 50 (10)          | 42 (6)           | 36.9 (2.7)       | 48.81 (9.38)     |
| 最低気温記録 °F （°C） | 17 (−8)          | 19 (−7)          | 24 (−4)          | 27 (−3)          | 32 (0)           | 31 (−1)          | 45 (7)           | 43 (6)           | 39 (4)           | 29 (−2)          | 21 (−6)          | 15 (−9)          | 15 (−9)          |
| 降水量 inch （mm）     | 4.04 (102.6)     | 3.43 (87.1)      | 2.66 (67.6)      | 1.3 (33)         | 0.73 (18.5)      | 0.37 (9.4)       | 0.04 (1)         | 0.11 (2.8)       | 0.37 (9.4)       | 1.05 (26.7)      | 2.32 (58.9)      | 3.52 (89.4)      | 19.94 (506.4)    |
| 降雪量 inch （cm）     | 0.7 (1.8)        | 0 (0)            | 0.1 (0.3)        | 0 (0)            | 0 (0)            | 0 (0)            | 0 (0)            | 0 (0)            | 0 (0)            | 0 (0)            | 0 (0)            | 0.2 (0.5)        | 1 (2.6)          |
| 平均降水日数           | 11               | 9                | 8                | 6                | 4                | 2                | 0                | 0                | 1                | 4                | 7                | 10               | 62               |
| 出典：WRCC             |                  |                  |                  |                  |                  |                  |                  |                  |                  |                  |                  |                  |                  |

## 歴史
オーランドは1909年に成立 。オーランド初の郵便局が1916年に開設。 
1908年にオーランドは、ニューランド開拓法によって認可された新設の米国開拓局最初の灌漑プロジェクトの1つであるオーランドプロジェクトの名前そのものである。1910年のイーストパークダムやその他の地域のダムは、依然として農業用灌漑用水を供給している。 
第二次世界大戦中、オーランドはパイロットの訓練に使用された飛行場として米国陸軍によって選ばれた。オーランドで使用された航空機には、 ボーイングB-17フライングフォートレスがある。オーランドでは、映画のパイロットや航空機乗務員の訓練シーンがいくつか制作された。厚い鉄筋コンクリートの大きな正方形で構成された飛行場のほとんどは、現在グレン郡が運営する民間空港である。 
オーランド駅は南太平洋鉄道沿いに存在していた。 ロサンゼルスからシアトルまでのアムトラック コーストスターライト路線は、1974年から1982年まで毎日町を通って運行していた。 
2017年、市議会はアメリカのビーシティに加盟し、地元で所有されている商業養蜂場に並ぶもののない嬢王蜂の生産により、自らを「北米の女王蜂の首都」と宣言した。 

## 人口統計

### 2010
2010年の国勢調査で、オーランドの人口は7,291人だった。 人口密度は平方マイル（947.4 /km²）あたり2,453.8人。 オーランドの人種構成は、4,828人（66.2％）の白人、37人（0.5％）のアフリカ系アメリカ人、122人（1.7％）のネイティブアメリカン、208人（2.9％）のアジア人、1人（0.0％）の太平洋諸島系人種、1,833人（25.1％）の他の人種、および262人（3.6％）の2つ以上の人種。 ヒスパニックまたはラテン系の人種は3,269人（44.8％）。 
国勢調査によると、7,280人（人口の99.8％）が世帯で住んでおり、6人（0.1％）が施設外の団体地区に住んでおり、5人（0.1％）が施設に入っている。 
2,515世帯があり、1,074世帯（42.7％）は18歳未満の子供が住んでおり、1,280世帯（50.9％）は同居している異性の夫婦であり、377世帯（15.0％）は現在夫のいない女性の世帯主がおり、147世帯（5.8％）は現在妻がいない男性の世帯主がいる。191組（7.6％）の未婚異性のパートナー関係があり、7組（0.3％） 同性結婚のカップルまたはパートナー関係があった 。 583世帯（23.2％）は1人であり、272世帯（10.8％）は65歳以上で一人暮らしをしている。平均世帯人数は2.89だった。1,804の家族（世帯の71.7％）があった。家族の平均人数は3.42人だった。 
年齢分布は、18歳未満が2,209人（30.3％）、18〜24歳が742人（10.2％）、25〜44歳が1,875人（25.7％）、45〜64歳が1,608人（22.1％）、そして65歳以上が857人（11.8％）。 年齢の中央値は32.0歳。 女性100人ごとに対して男性は96.6人である。 18歳以上の女性100人に対して男性は92.1人。 
平方マイルあたり344.9 /km²の平均密度894.9戸で2,659戸の住宅があり、そのうち2,515戸が専有されており、1,459戸（58.0％）が所有者、1,056戸（42.0％）が賃貸人だった。 住宅所有者の空室率は2.2％。賃貸空室率は3.5％。 4,235人（人口の58.1％）が持ち家に住んでおり、3,045人（41.8％）が賃貸住宅に住んでいた。 

### 2000年
2000年現在の国勢調査 では、市内には1,568の家族を含み2,190世帯に6,281人が住んでいた。 人口密度は、平方マイル（958.5 /km²）あたり2,481.2人。 2,309戸の住宅があり、平均密度は912.1平方マイル（352.4 /km²）。 都市の人種的な構成は、 白人 59.87％、黒人またはアフリカ系アメリカ人0.59％、先住民1.56％、アジア人1.89％、太平洋諸島系0.18％、その他の人種24.10％、および2つ以上の人種3.81％だった。人口の45.26％がヒスパニックまたはラテン系である。 
2,190世帯のうち41.2％に18歳未満の子供が住んでおり、50.6％が同居している夫婦、13.9％が夫のいない女性世帯主、28.4％が非家族だった。23.3％の世帯は一人であり、12.9％は65歳以上の一人だった。 平均世帯人数は2.86であり、平均家族人数は3.36だった。 
18歳未満の年齢分布は32.6％、18歳から24歳は9.8％、25歳から44歳は27.4％、45歳から64歳は17.1％、65歳以上は13.2％だった。年齢の中央値は31歳。女性100人に対して男性は96.6人。18歳以上の女性100人に対して男性は93.3人。 
市内の世帯の平均収入は27,973ドルで、家族の平均収入は32,792ドルでした。 男性の収入の中央値は30,268ドルで、女性は21,625ドルだった。 都市の一人当たりの収入は12,486ドルだった。家族の約12.7％と人口の19.0％が貧困線以下だった。18歳未満の25.2％と65歳以上の6.7％が含まれている。 

## 政治
州議会においてオーランドは、共和党ジム・ニールセンが代表する第四上院選挙区 であり、共和党ジェームズ・ギャラガーが代表する第三上院選挙区である。 
連邦においてオーランドは、民主党ジョン・ガラメンディが代表するカリフォルニア州第三米国議会地区である。

## 教育
公立学校
- フェアビュー小学校
- ミルストリート小学校
- CKプライス中学校
- オーランド高校
- ノースバレー継続高校

私立学校
- ノースバレー・クリスチャンスクール

## 著名人
- マーク・ケーニッヒ：　ニューヨーク・ヤンキースの内野手でベイブ・ルースとルー・ゲーリッグのチームメイトだった。1993年に死去したときはオーランドに住んでいた。
- アルドリック・ローサス ：　ニューヨークジャイアンツの NFL プレースキッカーでオーランドで生まれ育った。
- カル・ワージントン：　自動車業界の大御所であり、24,000エーカーの牧場を所有し、92歳でオーランドで亡くなった。
- ジョージ・ライト：　オーランドで生まれたオルガニスト。